# Nimaima
Nimaima là một khu tự quản thuộc tỉnh Cundinamarca, Colombia. Thủ phủ của khu tự quản Nimaima đóng tại Nimaima Khu tự quản Nimaima có diện tích ki lô mét vuông. Đến thời điểm ngày 28 tháng 5 năm 2005, khu tự quản Nimaima có dân số 3440 người.